# Mauri Kunnas
Mauri Kunnas (Vammala, 11 febbraio 1950) è uno scrittore e fumettista finlandese.

## Biografia
Nel 1969 si è doplomato dopo gli studi superiori a Vammala. Nel 1975 si è laureato in grafica alla Aalto University School of Arts, Design and Architecture di Helsinki.
Soprattutto è noto per la sua elevata produzione di letteratura per giovani e bambini con, tra gli altri: la serie di libri storici Koiramäki e libri per bambini basati su opere classiche, come Kalevala o dei Sette Fratelli di Aleksis Kivi.
È anche noto per i suoi fumetti parodia per adolescenti e adulti come Nyrok City. I fumetti di questa serie parodiano la cultura rock degli anni '60 e '70 e i loro idoli come i Beatles e i Rolling Stones. Queste sono le rare opere in cui i personaggi sono rappresentati dagli umani.
Le sue opere sono tradotte in molte lingue tra cui: francese, inglese, svedese, giapponese. Ha anche contribuito alla recensione di Paperino di Walt Disney.

## Opere

### Libri per bambini
- Suomalainen tonttukirja (1979) ISBN 951-1-19966-8
- Koiramäen talossa (1980) ISBN 951-1-05857-6
- Joulupukki (1981) ISBN 951-1-17614-5
- Koiramäen lapset kaupungissa (1982)
- Suuri urheilukirja (1983)
- Yökirja (1984)
- Hui kauhistus (1985)
- Riku, Roope ja Ringo, kolme kokkia (1986)
- Riku, Roope ja Ringo lentävät kuuhun (1986)
- Riku, Roope ja Ringo televisiossa (1986)
- Riku, Roope ja Ringo, värikäs päivä (1986)
- 12 lahjaa joulupukille (1987)
- Hullunkurinen lintukirja (1987)
- Koiramäen talvi (1988)
- Kaikkien aikojen avaruuskirja (1989)
- Etusivun juttu (1990)
- Vampyyrivaarin tarinoita (1991)
- Koirien Kalevala (1992)
- Hurjan hauska autokirja (1993)
- Apua, merirosvoja! (1994)
- Joulupukki ja noitarumpu (1995)
- Majatalon väki ja kaappikellon kummitukset (1996)
- Kuningas Artturin ritarit (1997)
- Koiramäen joulukirkko (1997)
- Puhveli-Billin lännensirkus (1998)
- Hyvää yötä, herra Hakkarainen (1999)
- Koiramäen Martta ja tiernapojat (2000)
- Herra Hakkaraisen aakkoset (2001)
- Seitsemän koiraveljestä (2002)
- Ujo Elvis - Tassulan tarinoita 1 (2003)
- Onnin paras joululahja - Tassulan tarinoita 2 (2003)
- Herra Hakkaraisen numerot (2004)
- Seitsemän tätiä ja aarre - Tassulan tarinoita 3 (2004)
- Koiramäen Martta ja Ruuneperi (2005)
- Viikingit tulevat! (2006)
- Koiramäen lapset ja näkki (2007)
- Herra Hakkaraisen 7 ihmettä (2008)
- Robin Hood (2009)
- Koiramäen laulukirja (2010)
- Kummallisuuksien käsikirja (2011)
- Seikkailijan laulukirja (2011)
- Tassulan iloinen keittokirja (2012)
- Aarresaari (2012)
- Hullunkurinen kuvasanakirja: suomi–englanti (2013) ISBN 978-951-1-25901-5
- Hullunkurinen kuvasanakirja: suomi–ruotsi (2013) ISBN 978-951-1-28093-4
- Herra Hakkarainen harrastaa (2014)

## Premi e riconoscimenti
- Premio nazionale di letteratura (Finlandia), 1981
- Puupäähattu, 1981,
- Premio Kaarina-Helakisa, 2003 e 2015
- Premio di informazione pubblica, 2013
- Premio letterario Vittoria Samarelli (Castel Goffredo), 2014[3]